# Symphonie no 5 de Prokofiev
Pour les articles homonymes, voir Symphonie no 5.
La Cinquième symphonie en si bémol majeur, opus 100 (1945) de Sergueï Prokofiev est la plus vaste et par certains aspects la plus grandiose de ses sept symphonies. À l’instar de la Septième symphonie de Chostakovitch et de la Symphonie no 2 de Khatchatourian, c'est une œuvre « patriotique » et « de guerre ». 
Cette symphonie est la plus connue de celles de Prokofiev (avec sa première).

## Structure
De coupe classique et de caractère linéaire, l’œuvre est en quatre mouvements :
1. Andante
2. Allegro marcato
3. Adagio
4. Allegro giocoso

## Histoire de l’œuvre

### Composition
La 5e symphonie a été écrite près de 14 ans après sa quatrième symphonie. Ses premières esquisses datent de l'été 1944.

### Création et réception
La symphonie est créée le 13 janvier 1945 au Conservatoire Tchaïkovski de Moscou par l'Orchestre symphonique de la fédération de Russie dirigé par le compositeur. C'est une « œuvre patriotique avec des accents guerriers qui marque la victoire sur l’Allemagne » ; la réception est triomphale et Prokofiev se voit attribuer le prix Staline.

## Analyse de l'œuvre
Une analyse de l'œuvre est proposée par Vincenzo Buttino dans son livre Invito all'ascolto di Prokofiev publié en 2000 et par Piero Rattalino dans son livre Sergej Prokofiev. La vita, la poetica, lo stile publié en 2003.
La symphonie se déroule dans les quatre tempos canoniques, mais les mouvements lents ou modérés sont inversés par rapport à l'usage traditionnel.
Le premier mouvement, Andante , est construit sur la base de la forme sonate classique. Le premier thème présenté est calme et serein en si bémol majeur et soutenu dans la partie inférieure par une tonalité naturelle de mi qui, au lieu de contraster avec la principale, parvient à donner un ton plus majestueux à la partition. Le second thème est plus animé et est énoncé par les cordes ; il est alors impliqué dans une section de développement élaborée de plus en plus excitée et propose parfois des références à la symphonie de Gustav Mahler. Le thème principal est ensuite repris par un fortissimo et le mouvement se termine par une coda électrisante, soulignée par le roulement des tambours, le son des cymbales et les échos des coups de gong.
Le deuxième mouvement, Allegro marcato, est un scherzo avec trio qui contraste considérablement avec le tempo précédent et est le plus caractéristique de cette symphonie. On retrouve ici l'un des aspects particuliers de la musique de Prokofiev, l'ironique (ou le grotesque) qui transforme le ton serein et ample de la première partie en une moquerie sarcastique ; la partition devient une alternance continue d'idées, toujours accompagnée de l'ostinato des basses ; on passe de la musique de fanfare à des motifs militaires soulignés par le rythme insistant des tambours, presque un lointain écho de guerre transfiguré de façon grotesque. Dans la partie centrale, le rythme rapide est ralenti pour permettre aux violoncelles, hautbois et clarinettes de dialoguer plus mélodiquement, accompagnés du glissando des violons ; le rythme reprend ensuite très vite jusqu'à la fin.
Dans le troisième mouvement, Adagio, l'excitation frénétique de l'Allegro laisse place à un temps lent et rêveur, empreint de nostalgie ; la pièce s'ouvre sur une mélodie de clarinettes accompagnée de cordes jouant des arabesques ; la douceur décontractée du début laisse progressivement place à des notes plus serrées qui atteignent des moments dramatiques exprimés par les notes basses de l'orchestre. L'intermède de morosité]se dissout et permet à la musique de revenir à une quiétude lyrique.
Le finale, Allegro playoso, commence par une lente introduction des violoncelles qui rappelle des éléments du premier thème de l'introduction Andante, puis se transforme en un rondo qui est lié à la joie ludique de la seconde moitié. Le thème principal laisse place à deux épisodes plus calmes, l'un joué par la flûte, l'autre est un moment concertant des différentes parties de l'orchestre ; d'abord la musique a un ton tamisé puis prend vie et atteint un crescendo final.

## Orchestration
| Instrumentation de la Symphonie no 5 |
| Cordes |
| premiers violons, seconds violons, altos, violoncelles, contrebasses, harpe                                                                |
| Bois |
| 1 piccolo, 2 flûtes, 2 hautbois, cor anglais, 2 clarinettes (si bémol) 1 clarinette piccolo, 1 clarinette basse, 2 bassons, 1 contrebasson |
| Cuivres |
| 4 cors, 3 trompettes, 3 trombones, 1 tuba                                                                                                  |
| Clavier |
| 1 piano |
| Percussion |
| timbales, triangle, tambourin, tambour, cymbales, grosse caisse, wood-block, tam-tam                                                       |

## Prokofiev à propos de la5esymphonie
« Elle couronne en quelque sorte toute une période de mon travail ; je l'ai pensée comme une œuvre glorifiant l'âme humaine. Dans la 5e Symphonie, j'ai voulu chanter l'homme libre et heureux, sa force, sa générosité et la pureté de son âme. Je ne peux pas dire que j'ai choisi ce thème : il est né en moi et devait s'exprimer. » Le pianiste Sviatoslav Richter, dédicataire de la 9e sonate, trouve que la musique de Prokofiev est à son apogée dans la 5e symphonie. Prokofiev trouvait d'ailleurs qu'il s'agissait de sa meilleure œuvre.

## Discographie sélective
- Serge Koussevitsky, dirige l'Orchestre symphonique de Boston, RCA 1946
- George Szell dirige l'Orchestre de Cleveland, 1959
- Erich Leinsdorf dirige l'Orchestre symphonique de Boston, RCA 1963
- Herbert von Karajan dirige l'Orchestre philharmonique de Berlin, DG 1968
- Ievgueni Mravinski dirige l'Orchestre philharmonique de Léningrad, 1968
- Guennadi Rojdestvensky dirige l'Orchestre philharmonique de Léningrad, BBC 1971
- Walter Weller dirige l'Orchestre philharmonique de Londres, Decca 1977
- Mariss Jansons dirige l'Orchestre philharmonique de Léningrad, Chandos 1987
- Mstislav Rostropovitch dirige l'Orchestre philharmonique de Radio France, Erato 1988
- Seiji Ozawa, dirige l'Orchestre philharmonique de Berlin, DG 1990
- Yuri Temirkanov dirige l'Orchestre philharmonique de Saint-Pétersbourg, RCA 1991
- Valery Gergiev dirige l'Orchestre symphonique de Londres, Philips Classics 2004
- Dmitri Kitaïenko dirige l'Orchestre du Gürzenich de Cologne, Phœnix édition 2008